# 리처드 카인드
리처드 카인드(Richard Kind, 1956년 11월 22일 ~ )는 미국의 배우, 희극인이다. 《The Big Knife》(2013)로 2013년 드라마 데스크상 남우조연상을 수상했으며 제67회 토니상 후보에 올랐다.

## 출연 작품

### 영화
- 컨페션 (2002)
- 쿵푸 프리즌 (2007)
- 시리어스 맨 (2009)
- 아르고 (2012)
- All Stars (2014) - 리처드 클라인 역
- 샤크스톰2: 샤크네이도 (2014)
- 오브비어스 차일드 (2014) - 제이컵 스턴 역
- 라이드: 나에게로의 여행 (2014) - 회사 상사 역
- 미스터 추: 기발한 미국 유학기 (2014, Chu and Blossom) - 프레드 역
- 인사이드 아웃 (2015) - 빙봉 역 (애니메이션)
- 존 레논 리포트 (2016, The Lennon Report) - 스테펀 G. 린 박사 역
- Jacqueline Argentine (2016) - 사립 탐정 역
- 서버비콘 (2017)
- Bernard and Huey (2017) - 마티 역
- 뷰티 인 더 글라스 (2019) - 필릭스 역
- 밤쉘: 세상을 바꾼 폭탄선언 (2019)
- 틱, 틱... 붐! (2021)
- 보 이즈 어프레이드 (2023)
- 범죄의 장인 (2023) - 닐 브라우닝 역

### 텔레비전
- 결혼 이야기 (1992-99, 2019)
- 이야기 도시 (1996-2002)
- 커브 유어 엔수지애즘 (2002-21)
- 레드 옥스 (2014-17, Red Oaks) - 샘 역